# Атик
Ати́к (рос. Атык, башк. Әтек) — присілок (в минулому селище) у складі Туймазинського району Башкортостану, Росія. Входить до складу Бішкураєвської сільської ради.
Населення — 37 осіб (2010; 36 у 2002).
Національний склад:
- татари — 67 %
- башкири — 33 %